# بندبن (سیاهکل)
بندبن ، روستایی از توابع بخش دیلمان شهرستان سیاهکل در استان گیلان ایران است.

## جمعیت
این روستا در دهستان دیلمان قرار دارد و براساس سرشماری مرکز آمار ایران در سال ۱۳۸۵، جمعیت آن ۷۴ نفر (۲۲خانوار) بوده‌است.